# St. Meinrad (Jedesheim)

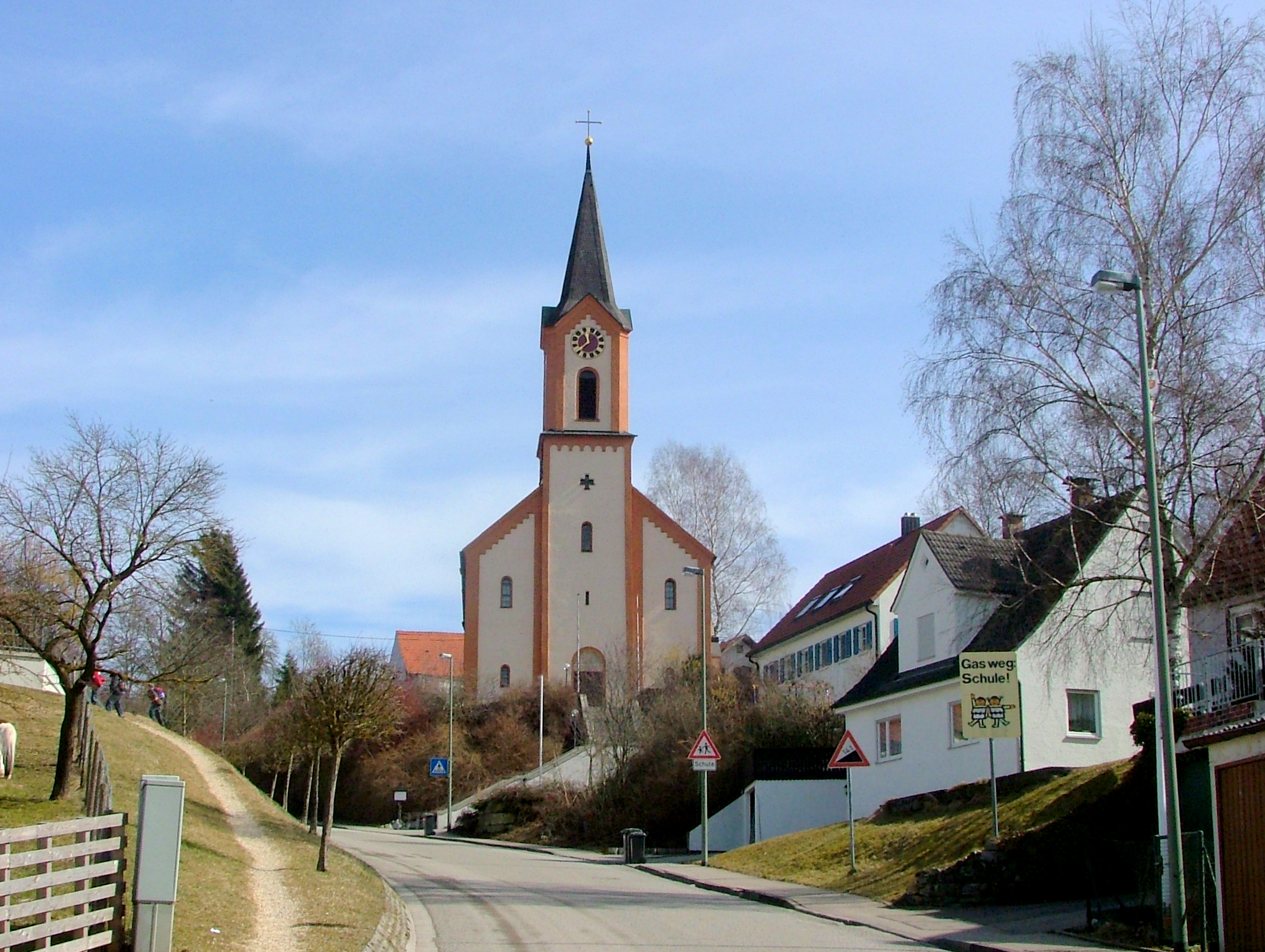
St. Meinrad in Jedesheim

Die römisch-katholische Pfarrkirche St. Meinrad steht in Jedesheim, einem Stadtteil von Illertissen im schwäbischen Landkreis Neu-Ulm in Bayern. Das Bauwerk ist in der Liste der Baudenkmäler in Illertissen als Baudenkmal unter der Nr. D-7-75-129-24 eingetragen.

## Beschreibung
Die neuromanische Saalkirche wurde nach Plänen von Georg von Stengel anstelle des 1855 abgebrochenen romanischen Vorgängerbaus errichtet, von dem die unteren Geschosse des Kirchturms erhalten blieben. Sie besteht aus einem Langhaus, einem eingezogenen Chor mit Fünfachtelschluss im Osten und einem Fassadenturm im Westen, dessen oberstes Geschoss den Glockenstuhl und die Turmuhr beherbergt, und der mit einem spitzen Helm bedeckt ist. Er wird von Anbauten flankiert, im Norden für die Taufkapelle, im Süden für das Vestibül. 
Die Fresken im Innenraum mit der Darstellung der Apostel schuf 1857/58 Ferdinand Wagner. Die Deckenmalereien und die Wandmalereien stammen von Joseph Schwarzmann. Über dem von Jörg Syrlin gestalteten Hochaltar befindet sich ein Ziborium auf vier Säulen. Die Orgel wurde 1916 von den Gebrüdern Hindelang als Opus 122 erbaut.